# 中原恵一郎
中原 恵一郎（なかはら けいいちろう）は、日本の映像作家。

## 作成作品一覧

### みんなのうた
- ◆は5分間1曲枠の楽曲。
- 1.桜の季節 / EXILE ATSUSHI（2014年8月・9月放送）
- 2.こころ / アンダーグラフ（2015年6月・7月放送）
- 3.天地の声 / 新妻聖子（2017年6月・7月放送）